# روب لي
روب لي (بالإنجليزية: Rob Lee)‏ (مواليد 1 فبراير 1966) هو لاعب كرة قدم. يلعب مع منتخب إنجلترا لكرة القدم. سبق له أن لعب في كأس العالم لكرة القدم مع منتخب بلاده.

## مسيرته الكروية
لعب روب لي خلال مسيرته الاحترافية مع 6 أندية في ستة وعشرون موسمًا وسجل خلالها 105 هدف ضمن 703 مباراة. ولم يفز بأي موسم بالكأس أو بالدوري.
خاض روب لي مسيرته مع نادي تشارلتون أثلتيك في موسم 1983–84 ليلعب معه عشرة مواسم، مشاركًا في 298 مباراة سجل خلالها 59 هدفًا. ثم انتقل إلى نادي نيوكاسل يونايتد في موسم 1992–93 ليلعب معه عشرة مواسم، حيث شارك في 303 مباراة سجل خلالها 44 هدفًا. لينتقل بعدها إلى نادي ديربي كاونتي في موسم 2001–02 ولمدة موسمين، مشاركًا في 48 مباراة سجل خلالها هدفين. ثم انتقل إلى نادي وست هام يونايتد في موسم 2003–04 لمدة موسم واحد، مشاركًا في 16 مباراة ولم يسجل أي هدف. هذا وانتقل لاحقًا إلى ويكمب وندررز في موسم 2004–05 ولمدة موسمين، مشاركًا في 38 مباراة ولم يسجل أي هدف أيضًا.

## روابط خارجية
- روب لي على موقع قاعدة بيانات كرة القدم.إي يو (الإنجليزية)
- روب لي على موقع ناشيونال فوتبول تيمز (الإنجليزية)
- روب لي على موقع Soccerbase.com (لاعب) (الإنجليزية)
- روب لي على موقع عالم كرة القدم.نت (الإنجليزية)